# Ја те још волим
Ја те још волим је пети студијски албум фолк певачице Јоване Типшин, издат 2000. године за Зам. На албуму се налазе хитови Судњи дан, Њему осмех, мени сузе, као и Сенке, дует са Кемалом Маловчићем. За песму Судњи дан снимљен је музички спот. Многе песме су обраде грчких песама, а на албуму су радили Драган Брајовић Браја и Драган Којић Кеба.

## Списак песама
| №   | Назив                     | Текст                 | Музика                                  | Трајање |  |
| 1.  | Певај срце певај          | Драган Брајовић Браја | Медо Чун                                | 3:28    |  |
| 2.  | Судњи дан                 | Драган Брајовић Браја | Сулејман Ибрахимовић, Зоран Бислимовић  | 2:43    |  |
| 3.  | Ја те још волим           | Драган Брајовић Браја | Фибус (текстописац)                     | 3:53    |  |
| 4.  | Плаши ме љубав            | Драган Брајовић Браја | Станиша Трајковић Нише                  | 3:22    |  |
| 5.  | За тугу нисам рођена      | Драган Брајовић Браја | Драган Брајовић Браја                   | 2:56    |  |
| 6.  | Ти си још ту              | Драган Брајовић Браја | Георги Мардироусиан                     | 3:45    |  |
| 7.  | Сенке                     | Драган Брајовић Браја | Јоргос Теофанус                         | 3:31    |  |
| 8.  | Корак напред, корак назад | Драган Брајовић Браја | Никос Коуркоулис, Кириакос Папаодупулус | 3:39    |  |
| 9.  | Њему осмех, мени сузе     | Милић Вукашиновић     | Милић Вукашиновић                       | 3:04    |  |
| 10. | Лако је вољен бити        | Драган Брајовић Браја | Драган Брајовић Браја                   | 2:55    |  |
| 11. | Зар ја да живим без тебе  | Драган Којић Кеба     | Драган Којић Кеба                       | 2:55    |  |
| 12. | Жене, жене                | Драган Брајовић Браја | Драган Брајовић Браја                   | 4:05    |  |